# Janusz Paluch
Janusz Marian Paluch (ur. 12 lutego 1955 w Stalowej Woli) – polski dziennikarz, animator kultury, pisarz.

## Życiorys
Urodzony w Stalowej Woli, dzieciństwo i wczesną młodość spędził w Rozwadowie nad Sanem, gdzie ukończył Szkołę Podstawową im. Jana III Sobieskiego. W 1975 r. ukończył Liceum Ogólnokształcące nr 44 im. Komisji Edukacji Narodowej w Stalowej Woli. W Krakowie na Uniwersytecie Jagiellońskim studiował archeologię, którą ukończył w 1980 r. Po studiach pracował w dzienniku „Słowo Powszechne”, współpracował z tygodnikiem „Kierunki”, miesięcznikiem „Profile”, „Dziennikiem Polskim”. W latach 1983–1986 pracował w placówkach oświatowo-wychowawczych. Od roku 1986 w instytucjach związanych z kulturą: Ośrodek Kultury Wsi „Scena Ludowa” w Krakowie i Muzeum Archeologiczne w Krakowie. W 1989 r. rozpoczął pracę w Wydziale Kultury i Sztuki Urzędu Miasta Krakowa.
W latach 1991–2017 był dyrektorem Śródmiejskiego Ośrodka Kultury w Krakowie. W okresie 2017–2023 kierował Działem Wydawnictw i Animacji Biblioteki Kraków. Obecnie na emeryturze.
Współinicjator i organizator Ogólnopolskiego Konkursu Poetyckiego „Dać Świadectwo” organizowanego w latach 1994–2014, Nagrody Krakowska Książka Miesiąca przyznawanej od 1995 roku, wydawanej od lat 90. serii Poeci Krakowa, w ramach której ukazały się tomy poezji m.in. Adama Ziemianina, Józefa Barana, Beaty Szymańskiej, Juliana Kornhausera, Elżbiety Zechenter-Spławińskiej, Leszka Aleksandra Moczulskiego czy Tadeusz Śliwiaka.
W 1995 r. został współzałożycielem kwartalnika „Cracovia Leopolis” wydawanego przez Oddział Krakowski Towarzystwa Miłośników Lwowa i Kresów Południowo-Wschodnich, którego jest redaktorem naczelnym od 2017 r. Był współtwórcą i redaktorem naczelnym kwartalnika „Matecznik” wydawanego w latach 2001–2005 przez Stowarzyszenie „Ars Polpuli”. W Śródmiejskim Ośrodku Kultury założył kwartalnik „Fragile” poświęcony sztuce i kulturze współczesnej (od roku 2017 wydawany przez Stowarzyszenie Fragile), miesięcznik w formie informatora kulturalnego ośrodka „Lamelli.Com” (wydawany do 2017 r.), był też współwydawcą i redaktorem miesięcznika społeczno-kulturalnego „Kraków”, będąc w nim autorem stałej rubryki – Kronika Kulturalna, ukazującej się od 2004 do 2018 r. W 2017 r. inicjował założenie w ramach Biblioteki Kraków Informatora Kulturalno-Czytelniczego „Biblioteka Kraków” oraz „Rocznika Biblioteki Kraków”, których jest redaktorem oraz kwartalnika „Czas Literatury". W roku 2021 został uhonorowany honorowym tytułem Ambasadora Stalowej Woli.
Autor kilkudziesięciu artykułów z zakresu kultury, literatury, historii do czasopism krajowych i zagranicznych.

## Publikacje
- Historyk regionalista: w pięćdziesięciolecie kapłaństwa ks. Wilhelma Gaj-Piotrowskiego 1950-2000 (Stalowa Wola 2000)
- „Rozmowy o Kresach i nie tylko”, Kraków 2010
- „Wczoraj i dziś. Polacy na Kresach”, wstęp: Aleksandra Ziółkowska-Boehm, Kraków 2013,
- „Wczoraj i dziś. Z ks. Infułatem Jerzym Bryłą rozmawia Janusz M. Paluch” Kraków 2013.

## Odznaczony
- Medalem za Długoletnią Służbę
- Odznaką „Honoris Gratia” przyznawaną przez Prezydenta miasta Krakowa
- Złotą Odznaką Towarzystwa Miłośników Lwowa i Kresów Południowo-Wschodnich
- Odznaką Towarzystwa Sybiraków w Polsce
- Odznaką Honorową Lwowski Krzyż Kresowy